# Alchemilla fischeri
Alchemilla fischeri é uma espécie de rosácea do gênero Alchemilla, pertencente à família Rosaceae.